# One Be Lo
One Be Lo, de son nom de naissance Ralond Scruggs et de son nom musulman Nahshid Sulaiman, né le 7 novembre 1976 à Pontiac dans le Michigan, est un rappeur américain, membre du duo Binary Star avec Senim Silla. Il est également membre du groupe de b-boying Massive Monkees.

## Biographie

### Jeunesse et débuts
Scruggs est né à Pontiac, dans le Michigan. Il se convertit à l'Islam pendant un séjour en prison pour braquage armé. Il lance sa carrière musicale sous le nom de OneManArmy avant de se renommer définitivement One Be Lo. 
Après sa libération en 1998, Lo forme le groupe de hip-hop Binary Star avec Senim Silla, et publient ensemble leur premier album Water World en 1999 ; ils collaborent avec des artistes comme Elzhi, J.U.I.C.E. et Athletic Mic League. Lo forme une équipe de production appelée Decompoze, avec qu'il a collaboré au lycée. Binary Star vend près d'un millier d'exemplaires de son premier album. Cependant, le groupe se sépare principalement à cause de « divergences créatives » selon Lo.

### Carrière solo
En 2000, Lo décide de se lancer dans une carrière solo. À la fin de 2002, il publie une édition limitée de son album Project F.E.T.U.S. (For Everybody that Under Stands), une liste de chansons inédites qui n'étaient initialement pas réservées à la vente. Après le succès de Project F.E.T.U.S, vendu à plus d'un millier d'exemplaires, Lo signe un contrat de distribution avec le label Fat Beats en 2003. le label lui demande de changer son nom de scène OneManArmy pour éviter toute poursuite judiciaire avec un groupe punk homonyme. Il se renomme alors OneBeLo. Lo publie son deuxième album, S.O.N.O.G.R.A.M. (Sounds of Nahshid Originate Good Rhymes and Music), le 8 février 2005 au label Fat Beats,. S.O.N.O.G.R.A.M. fait participer plusieurs autres rappeurs originaire du Michigan comme Abdus Salaam et Ka Di. Lo se lance ensuite en tournée, avec 160 shows par an entre 2005 et 2007.
Lo emménage en Égypte avec sa famille. Il publie plus tard, après son retour aux États-Unis, son album The R.E.B.I.R.T.H. (Real Emcees Bring Intelligent Rhymes To Hip-Hop) le 11 décembre 2007. Lo collabore avec des beatmakers comme Lab Techs, Jake One, et Memo (des Molemen). En 2008, ce qui devait être son album B.A.B.Y. a été perdu lors d'une dérobade à son studio d'enregistrement. L'album est finalement publié en avril 2010 et fait participer Freeway, Devin the Dude, Phonte, Royce Da 5'9", Jean Grae et Guilty Simpson.

## Discographie

### Albums studio
- 2002 : Project: F.E.T.U.S. (For Everybody that UnderStands)
- 2005 : S.O.N.O.G.R.A.M. (Sounds of Nahshid Originate Good Rhymes and Music)
- 2007 : The R.E.B.I.R.T.H. (Real Emcee's Bring Intelligent Rhymes to Hip-Hop)
- 2011 : L.A.B.O.R. (Language Arts Based on Reality)
- 2012 : K.I.C.K. P.U.S.H. (Keep It Cool Kid People Usually Show Hate)

### Mixtapes
- 2005 : S.T.I.L.L.B.O.R.N. (Something to Interest Lo Listeners Beyond Original Recorded Networkings)
- 2011 : Laborhood Part 1
- 2011 : Laborhood Part 2
- 2012 : Laborhood Part 3

### Albums collaboratifs
- 1999 : Waterworld (avec Binary Star)
- 2000 : Masters of the Universe (avec Binary Star)